# Alice Springs Desert Park

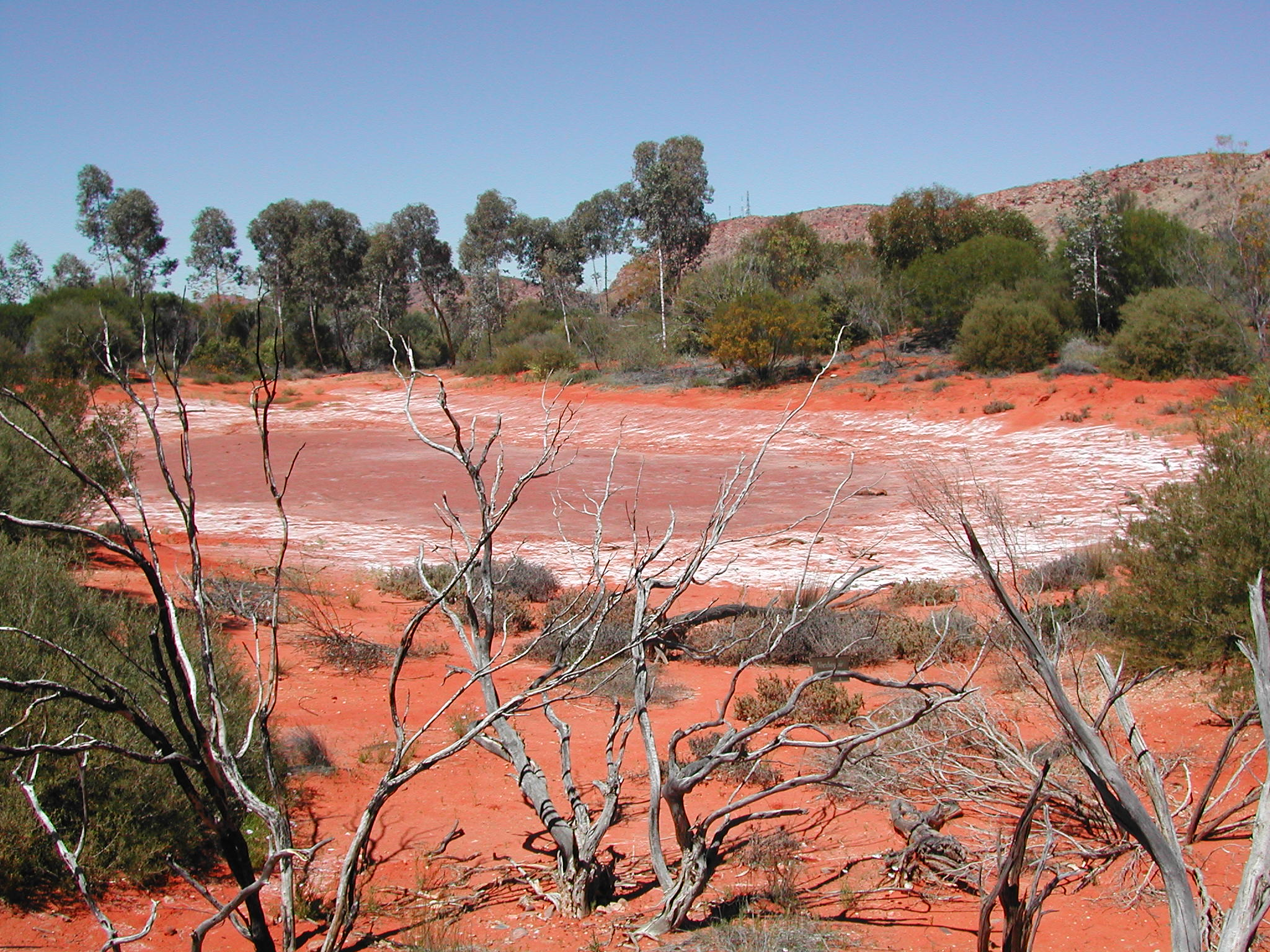
Eine ausgetrocknete Wasserstelle im Park

Der Alice Springs Desert Park ist ein Wildlife-Park am Larapinta Drive etwa acht Kilometer westlich von Alice Springs im Northern Territory von Australien. Er zeigt die typische Wüstenflora der West MacDonnell Ranges und die Fauna des Inneren Australiens.
Der Zoo, betrieben durch die Behörden des Northern Territory, wurde 1997 eröffnet. Die Anlage ist 1300 Hektar groß – der Hauptbereich misst aber lediglich 54 Hektar. Die Besucherzahl wurde 2003 mit rund 100.000 Personen pro Jahr angegeben. Gegliedert ist die Anlage in einen Sandwüstenbereich Sand County, ins buschlandartige Woodland und in ein wasserreicheres Gebiet Desert Rivers.
Gehalten werden Kängurus, Emus, Dingos und Riesenwarane. Zudem gibt es ein Vogelfreigehege, ein Nachthaus, in dem man unter anderem den Kaninchennasenbeutler beobachten kann, ein Aquarium sowie ein Reptilienhaus mit dem Dornteufel. Darüber hinaus werden Greifvogelshows geboten.
Im Park gibt es ein Café, Picknick-Tische und einen Souvenirladen.